# HMS Hurricane (H06)
Pour les articles homonymes, voir Hurricane et H06.
Le HMS Hurricane (H06) était un destroyer de classe H qui avait été commandé à l'origine par la marine brésilienne sous le nom de Japura à la fin des années 1930, mais qui a été acheté par la Royal Navy après le début de la Seconde Guerre mondiale en septembre 1939, lancé le 29 septembre 1939, mis en service le 21 juin 1940 sous le nom de HMS Hurricane.
Une fois terminé en juin 1940, le navire a été temporairement affecté à la Home Fleet avant de commencer à escorter des convois et à effectuer des patrouilles anti-sous-marines. Il est gravement endommagé lors d'un assaut aérien allemand contre Liverpool en mai 1941 et ses réparations sont achevées au début de 1942. Le Hurricane est alors affecté comme leader de flottille du groupe d'escorte B1 affecté à la Mid-Ocean Escort Force, escortant des convois dans l'Atlantique Nord pendant les deux années suivantes. Le navire est torpillé par un sous-marin (U-Boot) la veille de Noël 1943, et est sabordé le lendemain car incapable de rentrer au port par ses propres moyens.

## Description
Le Hurricane déplaçait 1 350 tonnes longues (1 370 tonnes (t)) à charge normale et 1 883 tonnes longues (1 913 t) à charge pleine. Il avait une longueur hors-tout de 98,5 m, une largeur de 10,1 m et un tirant d'eau de 3,8 m. Il était propulsé par deux turbines à vapeur à engrenages Parsons, entraînant deux arbres, qui développaient une puissance totale de 34 000 chevaux-vapeur (25 000 kW) et donnaient une vitesse maximale de 36 nœuds (67 km/h). La vapeur pour les turbines était fournie par trois chaudières à trois tambours Admiralty. Le Hurricane transportait un maximum de 470 tonnes longues (480 t) de fuel, ce qui lui donnait une autonomie de 5 530 milles nautiques (10 240 km) à 15 nœuds (28 km/h). Son effectif était de 145 officiers et hommes en temps de paix, mais il était porté à 152 en temps de guerre.
Le navire était équipé de quatre canons Mark IX de 4,7 pouces (120 mm) de calibre 45  montés sur des supports simples, désignés "A", "B", "X" et "Y" de l'avant à l'arrière, mais le canon "Y" a été retiré pour compenser les charges de profondeur supplémentaires ajoutées. Pour la défense anti-aérienne (AA), le Hurricane avait deux supports quadruples Mark I pour la mitrailleuse Vickers Mark III de 0,5 pouce. Il était équipé de deux supports quadruples de tubes lance-torpilles au-dessus de l'eau pour des torpilles de 21 pouces (533 mm). Un rail de grenades sous-marines et deux lanceurs étaient installés ; 20 grenades sous-marines étaient initialement transportées, mais ce nombre a été porté à trois jeux de rails et huit lanceurs pendant l'armement. La charge de grenades sous-marines du navire est également passée de 20 à 110,. Il était équipé d'un ASDIC permettant de détecter les sous-marins par la réflexion d'ondes sonores projetées dans l'eau.

### Modifications en temps de guerre
Peu de données sur les modifications apportées au Hurricane pendant la guerre ont survécu de nos jours, bien que l'on sache que les tubes lance-torpilles arrière du Hurricane ont été remplacés par un canon antiaérien de 12 livres en octobre 1940. L'armement antiaérien à courte portée du navire est augmenté de deux canons Oerlikon de 20 mm sur les ailes du pont du navire. Les supports de mitrailleuses de calibre 50 ont été remplacés plus tard par une paire d'Oerlikon. Le canon "A" a été remplacé par un mortier anti-sous-marin Hedgehog. Son directeur de contrôle de tir (DCT) et son télémètre récemment installés au-dessus du pont ont été remplacés par un radar d'indication de cible de type 271. Le directeur de la tour de contrôle (director-control tower - DCT) et le télémètre situés au-dessus de la passerelle ont été remplacés par un radar d'indication de cible de type 271. Un radar de recherche de surface à courte portée de type 286 a probablement été installé au milieu de la guerre. Le navire a également reçu un radiogoniomètre HF/DF monté sur un mât principal.
On ne sait pas à quel moment la peinture de camouflage dazzle lui a été appliquée.

## Historique
Le Japura a été commandé par le Brésil le 6 décembre 1937 au chantier naval de  Vickers-Armstrongs, à Barrow-in-Furness. Le navire a été mis sur cale le 3 juin 1938 et il a été acheté par les Britanniques le 5 septembre 1939 après le début de la Seconde Guerre mondiale. Rebaptisé HMS Hurricane, le navire est lancé le 29 septembre et mis en service le 21 juin 1940. Il est affecté à la 9e flottille de destroyers de la Home Fleet dès sa mise en service jusqu'à ce que de nouvelles constructions remplacent les pertes subies au cours des mois précédents. Le Hurricane commence alors à escorter des convois et à effectuer des patrouilles anti-sous-marines jusqu'en mai 1941. Le 17 septembre, le navire a secouru les survivants du City of Benares, un petit navire de passagers évacuant 90 enfants du Royaume-Uni vers le Canada, et du cargo Marina. Il a secouru 451 survivants du paquebot City of Nagpur et les a débarqués à Greenock, en Écosse, le 1er mai 1941,.
Le Hurricane est bombardé et coulé lors d'un raid aérien allemand sur Liverpool dans la nuit du 7 au 8 mai 1941. Il a été touché par une bombe qui a traversé la coque et a explosé sous lui. L'explosion a fait un grand trou dans le fond du navire et a inondé la salle des machines et les réservoirs d'huile. La structure du navire est suffisamment endommagée pour que sa poupe commence à s'affaisser vers le bas et que le Hurricane soit déplacé vers Bidston Dock de peur qu'il ne coule et ne bloque le trafic dans le port. L'attaque n'a fait aucun mort, mais quelques membres d'équipage ont été légèrement blessés.
Le navire a été réparé et remis en service en janvier 1942 en tant que leader de flottille du groupe d'escorte B1 affecté à la Mid-Ocean Escort Force. Le Hurricane est resté à la tête de cette flottille pendant les deux années suivantes. Alors qu'il escorte le convoi OS-62/KMS-36, le navire est touché par une torpille acoustique T5 tirée par le sous-marin (U-Boot) U-415 dans la soirée du 24 décembre 1943. La torpille suit le bruit des hélices du navire et souffle neuf mètres de sa poupe. L'explosion tue trois personnes et blesse neuf membres de son équipage, le rendant incapable de se déplacer. Le lendemain matin, il est sabordé par le destroyer Watchman à la position géographique de 45° 10′ N, 22° 05′ O.

### Source
- (en) Cet article est partiellement ou en totalité issu de l’article de Wikipédia en anglais intitulé « Hurricane (H06) » (voir la liste des auteurs).